# 4-я гвардейская кавалерийская дивизия
4-я гвардейская кавалерийская Мозырская Краснознамённая ордена Суворова дивизия (4-я гв. кд) — воинское соединение в РККА Советских Вооружённых Сил Союза Советских Социалистических Республик.

## История

### 1941
Дивизия сформирована в июле 1941 г. в Северо-Кавказском военном округе как 53-я отдельная кавалерийская дивизия. Дивизия формировалась в Ставрополе в крайне сжатые сроки по штату «легких» кавалерийских дивизий трехполкового состава. 22 июля прибыла на фронт на станцию Старые Торопы, а уже 23 июля переправилась через реку Западная Двина и вступила в первые бои. Советское командование предполагало использовать кавалерийскую группу (50-я и 53 кд, объединённые под командованием Мельника К. С., командира 53-й кд) для действий в тылах и на коммуникациях противника, но кавалеристы оказались немедленно втянуты в тяжелые и длительные бои. В дальнейшем 53-я кд продолжала действовать совместно с 50-й кд в составе кавалерийской группы, прославившейся как «группа Доватора». 2 октября 1941 г. была кратковременно выведена из состава группы Доватора для участия в обороне г. Белый, однако уже 8 октября была возвращена в состав группы. Подразделения группы Доватора сыграли исключительно важную роль в ходе Битвы за Москву. 26 ноября, за проявленную отвагу в боях с немецкими захватчиками, за стойкость, мужество и героизм личного состава, 53-я кавалерийская дивизии была преобразована в 4-ю гвардейскую кавалерийскую дивизию в составе 2-го гвардейского кавалерийского корпуса.

### 1942
В последующем участвовала во всех боях корпуса, в контрнаступлении под Москвой и Ржевско-Вяземской операции. За полгода непрерывных боев дивизия понесла большие потери и 17 февраля 1942, вместе с другими подразделениями корпуса, вышла в резерв Ставки на доукомплектование. Дивизия была переформирована по новому штату, получила новые части, сменилась также нумерация полков. Приняла участие в Первой и Второй Ржевско-Сычевской операциях. Глубокого прорыва фронта противника в обеих операциях достичь не удалось, введенные в бои части 2-го кк действовали героически, но несли большие потери. За бои на реке Гжать в августе 1942, за образцовое выполнение боевых заданий командования и проявленные при этом доблесть и мужество были награждены Орденами Красного знамени 11-й и 16-й гвардейские кавалерийские полки 4-й гв. кд (первые подразделения 2-го гвардейского кавкорпуса, награжденные боевыми орденами).

### 1943
В феврале 1943 года 4-я гв. кд вместе с другими подразделениями корпуса была переброшена в полосу Центрального фронта и приняла участие в Севской операции с целью окружить орловскую группировку противника. Подразделения «конно-стрелковой группы Крюкова» продвигались наиболее успешно и вырвались далеко вперед, перерезав железную дорогу Киев-Москва. 6 марта 4-я гв. кд первой достигла рубежа реки Десна. После перехода противника в контрнаступление 4-я гв. кд с боями отступила к Севску участвовала в обороне города. В Севске части группы Крюкова были окружены, попытки частей фронта прорваться к городу оказались безуспешны и 28 марта остатки группы Крюкова (в том числе 4-я гв. кд) прорвались из окружения. Боевые действия кавалеристов прикрыли выход основных сил Центрального фронта на рубежи, ставшие западным участком Курской дуги. После стабилизации линии фронта 2-й гв. кк был выведен на доукомплектование и переформирование. Дивизии корпуса были значительно усилены, в 4-й кд появился 184-й танковый полк, конно-артиллерийские дивизионы были развернуты в полки. В ходе операции «Кутузов» 4 гв. кд в составе 2-го гвардейского кавкорпуса 27 июля была введена в бой в полосе Западного фронта. В сентябре 1943 года 2-й гв. кк. был перегруппирован в полосу Брянского фронта и в вечером 7 сентября введен в прорыв в полосе 50-й армии с задачей отрезать пути отхода группировки противника с рубежа Киров-Людиново. В ходе боев передовые 15-й и 16-й гв. кавполки были отрезаны от 11 гв. кп и командования дивизии, однако выход кавалеристов на тылы противника вызвал общий отход немецкой группировки. 9 сентября корпусу была поставлена задача захватить плацдармы на Десне в районе железной дороги Брянск-Смоленск, что перекрывало противнику пути отхода. 4-я гв. кд двигалась во втором эшелоне наступления. За три дня корпус продвинулся на 70 км, но затем отступающие части немцев прорвались к Десне и отрезали передовые подразделения корпуса от тылов и основных сил 50-й армии. Однако подразделения корпуса продолжали выполнять поставленную задачу и захватили плацдарм на реке Десна. 4-я гв. кд силами 11 гв. кп заняла станцию Жуковка, блокировав участок железной дороги в направлении Брянска и заняла оборону фротом на восток и север, препятствую отходу противника. 15 сентября основные силы 50-й армии пробились на соединение с корпусом, 17 сентября пал Брянск и 19 сентября 2-й гв. кк перешел к преследованию противника. За успешные действия и умелое руководство операциями командир 4-й гв. кд Панкратов Г. И. был награждён Орденом Суворова II степени. В октябре 1943 корпус был переброшен на юг и принял участие в наступлении с Лоевского плацдарма на Днепре. 4-я гвардейская кавалерийская дивизия в ходе прорыва обороны противника двигалась во втором эшелоне, а затем действовала на левом фланге корпуса, овладев Хойниками и развивая наступление на Юревичи. Бойцы корпуса продвинулись от Днепра до Припяти, сыграв важную роль в успехе Гомельско-Речицкой операции. В конце 1943 года 2-й гв. кк был выведен в резерв.

### 1944
В январе подразделения корпуса через открытый фланг противника были брошены в рейд через полесские болота с целью овладеть железной дорогой Калинковичи — Брест и содействовать войскам фронта в овладении Мозырем и Калинковичами. 4-я гв. кд успешно продвигалась по исключительно сложной местности, обходя узлы сопротивления, но не смогла переправиться на северный берег р. Припять у Костюковичей. Тогда дивизия была переброшена западнее и успешно форсировала по льду Припять восточнее Скрыгалово, поддержав части 17-й гв. кд. 15-17 января бойцы дивизии отбивали контратаки противника, удерживая плацдарм на северном берегу Припяти и обстреливая шоссе и железную дорогу Калинковичи — Брест. 18 января подразделения кавкорпуса на плацдарме были сменены стрелковыми частями. За выдающуюся роль в освобождении городов Мозырь и Калинковичи 4-я гв кд (как и другие дивизии корпуса) получила почетное наименование «Мозырская». До июля 1944 г. подразделения 2 гв. кк находились в резерве, а затем приняли участие в операции Багратион в составе «конно-механизированной группы Крюкова» (2-й гв. кк и 11-й танковый корпус) 1-го Белорусского фронта. Задачей группы было форсировать Западный Буг и отрезать Группе армий «Центр» пути отхода за Вислу. 4-я гв. кд успешно продвигалась вперед, охватив с запада г. Влодаву в вынудив противника отступить. Затем 4-я гв. кд овладела важным узлом дорог городом Мендзыжец, захватив богатые трофеи. В районе г. Седлец части корпуса вступили в тяжелые бои с резервами противника, которые пытались оказать помощь окруженной группировке юго-восточнее Бреста. Бойцы 4-й гв. кд отбили атаки противники и после шестидневных боев овладели г. Седлец. 11-му гвардейскому кавалерийскому Краснознаменному полку 4-й гв. кд было присвоено почетное наименование «Седлецкий». После завершения Люблинско-Брестской операции части 2-го гв. кк были выведены во фронтовой резерв.

### 1945
15 января 1945 части 2-го гв. кк перешли Вислу в районе Магнушевского плацдарма и 16 января вошли в прорыв (Висло-Одерская операция). Квалеристы продвигались на север, отрезая пути отхода группировке противника в районе Варшавы, снова вышли к Висле в районе Плоцка, а затем овладели городом Бромберг (Быдгощ). По итогам операции 4-я гв. кд была награждена Орденом Красного знамени. Впоследствии кавалеристы развивали наступление в Померанию, и в боях 27-февраля — 1 марта прорвали Померанский вал. 4-я гв. кд на левом фланге корпуса обеспечивала стык 1-й армией Войска Польского, а затем форсированным маршем введена в прорыв и развивала наступление в направлении г. Польцин. На завершающем этапе Великой Отечественной войны 2-й гв. кк принял участие в Берлинской операции. 20 апреля 4-я гв. кд (15-й гв. кп) прорывала оборону противника южнее Франкфурта-на Одере. Затем корпус был перегруппирован с задачей ударить с севера по тылам группировки противника, отходящей от Франкфурта. 23 апреля 4-я гв. кд потерпела неудачу, пытаясь форсировать р. Шпрее под сильным огнем противника и была выведена в корпусной резерв. Дивизия прикрывала фланги и тылы корпуса от соединений противника, пытающихся прорваться из окружения. 27 апреля корпус получил задачу обойти Берлин с севера, разгромить противника и выйти на р. Эльба. В боях за город Фризак отличились бойцы 4-й гв. кд, командир 15-го гв. кп Смирнов А. А. стал Героем Советского Союза.

## Состав
| 50-я кавалерийская дивизия: - 44-й, 50-й и 74-й кавалерийские полки - 34-й бронетанковый эскадрон (без матчасти) - 29-й конно-артиллерийский дивизион - 29-й артиллерийский парк - 3-й саперный эскадрон - 2-й отд. эскадрон связи (сов. с 50-й кд) - 53-й отд. эскадрон химической защиты - 779-я полевая почтовая станция - 1128-я полевая касса Госбанка | Новая нумерация частям дивизии присвоена 02.03.1942 г.: - 11-й гвардейский кавалерийский полк, - 15-й гвардейский кавалерийский полк - 16-й гвардейский кавалерийский полк - 13-й гвардейский кавалерийский полк (до 30.03.1943) - 184-й отдельный танковый полк (с 18.07.1943) - 175-й гвардейский артиллерийско-минометный полк (4-й гв. конно-артиллерийский дивизион) - 37-й отдельный гвардейский дивизион ПВО (озад, зенбатр) - 4-й гвардейский артиллерийский парк - 4-й отдельный гвардейский разведывательный эскадрон (4-й гв. разведывательный дивизион) - 3-й отдельный гвардейский саперный эскадрон - 4-й отдельный гвардейский эскадрон связи - 6-й медико-санитарный эскадрон - 3-й гвардейский эскадрон химической защиты - 4-й продовольственный транспорт - 5-й взвод подвоза ГСМ - 2-й дивизионный ветеринарный лазарет - 779-я полевая почтовая станция - 1128-я полевая касса Госбанка |

Перечень № 6: Кавалерийские, танковые, воздушно-десантные дивизии и управления артиллерийских, зенитно-артиллерийских, минометных, авиационных и истребительных дивизий, входивших в состав действующей армии в годы Великой Отечественной войны 1941—1945 гг. / А. П. Покровский. — М.: Министерство обороны, 1965. — 77 с.

## Командование

### Командиры дивизии
- Мельник, Кондрат Семёнович (06.07.1941—28.02.1942), комбриг генерал-майор
- Тимочкин С. И. (01.03.1942—30.05.1942)
- Стученко, Андрей Трофимович (01.06.1942—18.07.1942), подполковник
- Панкратов, Григорий Иванович (01.09.1942—18.05.1944), генерал-майор
- Миллеров, Борис Степанович (19.07.1944—29.04.1945), генерал-майор
- Панкратов, Григорий Иванович (30.04.1945—28.12.1945)
- Камков, Фёдор Васильевич (??.05.1948 — ??.11.1949), генерал-лейтенант

### Заместители командира дивизии
- Мальцев, Андрей Прокофьевич (17.02.1942—??.04.1942), подполковник

### Начальники штаба дивизии
- Радзиевский, Алексей Иванович (06.07.1941—до декабря 1941), майор, затем подполковник
- Петров, Алексей Васильевич (06.04.1942—13.11.1943), подполковник
- Сивицкий, Сергей Фёдорович (28.02.1945—28.12.1945), полковник
- Кусимов, Тагир Таипович (14.11.1947—27.12.1949), полковник

## Подчинение
Периоды вхождения в состав Действующей армии:
- с 23.07.1941 по 26.11.1941 (53-я кд)
- с 26.11.1941 по 16.2.1942
- с 17.07.1942 по 23.01.1943
- с 12.02.1943 по 30.04.1943
- с 18.07.1943 по 09.05.1945

## Награды и наименования
| Награда (наименование)          | Дата                 | За что награждена |  |
| ------------------------------- | -------------------- | --- |  |
| Почетное наименование Мозырская | 15 января 1944 года  | Присвоено приказом Верховного Главнокомандующего № 07 от 15 января 1944 года за отличие в боях с немецкими захватчиками при освобождении города Мозырь |  |
| Почетное звание «Гвардейская»   | 26 ноября 1941 года  | Присвоено приказом Народного комиссара обороны СССР за проявленные в боях с немецко-фашистскими захватчиками отвагу, стойкость, мужество и героизм личного состава. |  |
| Орден Красного Знамени          | 19 февраля 1945 года | награждена указом Президиума Верховоного Совета СССР от 19 февраля 1945 года за образцовое выполнение заданий командования в боях с немецкими захватчиками, за овладение городами: Лодзь, Кутно, Томашув (Ромашов), Гостынин, Ленчица и проявленные при этом доблесть и мужество |  |
| Орден Суворова II степени       | 11 июня 1945 года    | награждена указом Президиума Верховоного Совета СССР от 11 июня 1945 года за образцовое выполнение заданий командования в боях с немецкими захватчиками при овладении столицей Германии городом Берлин и проявленные при этом доблесть и мужество                                |  |

Награды частей дивизии:
- 11-й гвардейский кавалерийский Седлецкий[5] Краснознаменный[6] ордена Александра Невского[7] полк,
- 15-й гвардейский кавалерийский Краснознаменный[8] ордена Богдана Хмельницкого[7] (II степени) полк
- 16-й гвардейский кавалерийский Краснознаменный[6] орденов Суворова[7] и Александра Невского[8] полк
- 184-й отдельный танковый Краснознамённый[7] полк
- 175-й гвардейский артиллерийско-минометный Краснознаменный[8] ордена Александра Невского[7] полк
- 3-й отдельный гвардейский сапёрный ордена Александра Невского[7] эскадрон
- 4-й отдельный гвардейский ордена Александра Невского[7] эскадрон связи

## Отличившиеся воины
| Награда | Ф. И. О.                       | Должность                                                                            | Звание  | Дата награждения                                                     | Примечания |
| ------- | ------------------------------ | ------------------------------------------------------------------------------------ | ------- | -------------------------------------------------------------------- | --- |
|         | Алешин, Андрей Васильевич      | Командир орудия 175-го гвардейского артиллерийско-миномётного полка                  | гвардии | 31.05.1945                                                           | Звание Героя Советского Союза получил за бои с марта 1943 года. Полный кавалер Ордена Славы(перенагражден орденом Славы 1 степени указом Президиума Верховного Совета СССР от 19 августа 1955 года) . |
|         | Бровичев, Пётр Иванович        | помощник командира сапёрного взвода 11-го гвардейского кавалерийского полка          | гвардии | 31.05.1945                                                           | |
|         | Булат, Владимир Андреевич      | Наводчик орудия 175-го гвардейского Краснознамённого артиллерийско-миномётного полка | гвардии | 31.05.1945                                                           | Звание Героя Советского Союза получил за боевые действия с июля 1943 года, в том числе в боях за города Мендзыжеч, Сохачев, Скерневице, Лович, Лодзь, Кутно, Томашув-Мазовецкий, Гостынин, Ленчица, Хоэнзальца, Александров Лодзки, Аргенау, Лабишин, Бромберг и Фансбург. |
|         | Бурбыга, Иван Григорьевич      | командир минометного расчёта 16-го гвардейского кавалерийского полка                 | гвардии | перенагражден указом Президиума Верховного Совета СССР от 07.05.1974 | |
|         | Бурындин, Андрей Александрович | Командир огневого взвода 16-го гвардейского кавалерийского полка                     | гвардии | 31.05.1945                                                           | Звание Героя Советского Союза получил за бой 29 января 1945 года в ходе переправы через реку Кюддов (Гвда) в районе деревни Штрассфорт в 8 километрах к северо-востоку от города Ястрове. |
|         | Вертиков, Алексей Георгиевич   | командир расчёта 45-мм орудия 11-го гвардейского кавалерийского полка                | гвардии | 15.05.1946                                                           | |
|         | Каминский, Пётр Григорьевич    | командир отделения сапёрного взвода 11-го гвардейского кавалерийского полка          | гвардии | 15.05.1946                                                           | |
|         | Морозов, Фёдор Данилович       | наводчик миномёта 16-го гвардейского кавалерийского полка                            | гвардии | 15.05.1946                                                           | |
|         | Пода, Павел Андрианович        | Командир пулемётного взвода 11-го гвардейского кавалерийского полка                  | гвардии | 18.05.1943                                                           | Звание Героя Советского Союза получил за бои с сентября 1942 года, посмертно за бой у деревни Борисовка Белгородской области 18 марта 1943 года. |
|         | Почеумаров, Сангин             | наводчик миномёта 16-го гвардейского кавалерийского полка                            | гвардии | 15.05.1946                                                           | |
|         | Садыков, Самат                 | Командир расчёта станкового пулемёта 16-го гвардейского кавалерийского полка         | гвардии | 31.05.1945                                                           | Звание Героя Советского Союза получил за бои с марта 1943 года, уничтожено до 300 немцев, в том числе 2 майора и до 15 других офицеров, подбито 12 и сожжено 7 автомашин, уничтожено 10 огневых точек; за бои у городов Карачев и Бромберг (Быдгощ). |
|         | Скочилов, Александр Васильевич | Командир кавалерийского эскадрона 11-го гвардейского кавалерийского полка            | гвардии | 24.03.1945                                                           | - |
|         | Смирнов, Аркадий Александрович | Командир 15-го гвардейского Краснознамённого кавалерийского полка                    | гвардии | 15.05.1946                                                           | Звание Героя Советского Союза получил за образцовое выполнение заданий командования и проявленные мужество и героизм в боях с немецко-вражескими захватчиками. За бои по освобождению Польши у городов Лович, Аргенау и Бромберг, за бои на территории Германии в районе г. Вустерхаузен. |
|         | Соколов, Александр Фёдорович   | командир расчёта станкового пулемёта 11-го гвардейского кавалерийского полка         | гвардии | 15.05.1946                                                           | |
|         | Соколов, Николай Васильевич    | Командир батареи 175-го гвардейского артиллерийско-миномётного полка                 | гвардии | 31.05.1945                                                           | Звание Героя Советского Союза получил за бои по освобождению Польши, за разгром колонны и перехват дорог у г. Ястрове и за выход из окружения. |
|         | Хечиев, Бембя Манджиевич       | Командир взвода 11-го гвардейского кавалерийского полка                              | гвардии | 15.05.1946                                                           | - |
|         | Шевченко, Михаил Степанович    | Командир 11-го гвардейского кавалерийского полка                                     | гвардии | 15.05.1946                                                           | Звание Героя Советского Союза получил за мужество, отвагу и героизм, проявленные в Висло-Одерской операции, в боях за город Фризак. |
|         | Юшков, Михаил Афанасьевич      | разведчик 11-го гвардейского кавалерийского полка                                    | гвардии | 31.05.1945                                                           | Звание Героя Советского Союза получил бой на укрепленном рубеже Линде — Гросс — Бори (южнее города Франкфурт-на-Одере, Германия). Находясь в составе группы разведчиков, в рукопашной схватке уничтожил расчет станкового пулемета. Затем пытался уничтожить второй пулемет, израсходовал гранаты и, видя приближающуюся цепь товарищей, закрыл амбразуру своим телом, обеспечив успех боевого задания. |

## Документы
Журнал боевых действий штаба 53 окд (22.07-09.12.1941), в электронном банке документов «Память народа», Архив ЦАМО, Фонд 3536, Опись 1, Дело 17